# Les Tempêtes
Pour plus de détails, voir Fiche technique et Distribution.
Les Tempêtes est un film réalisé par Dania Reymond et sorti en 2024,.

## Synopsis
D’étranges tempêtes de poussière jaune s’abattent sur la ville. Nacer, journaliste, couvre le phénomène pour son journal. Alors que les évènements inexpliqués se multiplient, sa femme Fajar réapparaît. Face à des vents de plus en plus menaçants et tandis que la ville semble sombrer dans la folie, Nacer devra dénouer un passé qui le hante.

## Fiche technique
Sauf indication contraire, les informations mentionnées dans cette section peuvent être confirmées par les bases de données cinématographiques IMDb et Allociné,  présentes dans la section « Liens externes ».
- Titre original : Les Tempêtes
- Réalisation : Dania Reymond
- Scénario : Dania Reymond, Virginie Legeay et Vincent Poymiro
- Musique :
- Décors : Jean-François Sturm
- Costumes : Zakia Essouci
- Photographie : Augustin Barbaroux
- Son : Marie Paulus
- Montage : Julie Naas
- Production : Jérémy Forni et Camille Chandellier
- Sociétés de production : Chevaldeuxtrois, Les Films de l'autre cougar, La Petite Prod et Hélicotronc
- Sociétés de distribution : Best Friend Forever et The Jokers Films
- Pays de production :  France,  Belgique et  Algérie
- Langue originale : français
- Format : couleur
- Genre : Drame fantastique
- Durée : 84 minutes
- Dates de sortie :
  - France :
    - 11 octobre 2024 (Bordeaux)
    - 20 novembre 2024 (en salles)

## Distribution
- Camélia Jordana : Fajar
- Khaled Benaissa : Nacer
- Shirine Boutella : Sharazade
- Mehdi Ramdani : Yacine
- Slimane Benouari : le repenti
- Abdellah Chicha : M. Mazri
- Zahir Bouzerar : le paysan
- Fouad Trifi : Ahmed